# IC 2487
IC 2487 ist eine Spiralgalaxie vom Hubble-Typ Sb: im Sternbild Löwe an der Ekliptik. Sie ist schätzungsweise 190 Millionen Lichtjahre von der Milchstraße entfernt und hat einen Durchmesser von etwa 95.000 Lj. 
Das Objekt wurde am 26. April 1897 von Stéphane Javelle entdeckt.